# Cộng hòa Xã hội chủ nghĩa Xô viết Gruzia
Cộng hòa Xã hội chủ nghĩa Xô viết Gruzia (tiếng Gruzia: საქართველოს საბჭოთა
სოციალისტური რესპუბლიკა sakartvelos sabch'ota socialist'uri resp'ublik'a; tiếng Nga: Грузинская Советская Социалистическая Республика Gruzinskaya Sovetskaya Sotsialisticheskaya Respublika; viết tắt là  CHXHCNV Gruzia) là một trong 15 nước vệ tinh thuộc Liên Xô cũ.
Nó có ranh giới tương đương với nước Gruzia ngày nay, một quốc gia tồn tại từ trước đó ở vùng Kavkaz đã giành được quyền tự chủ với vị thế một cộng hòa cấu thành của Liên Xô sau khi bị sáp nhập và Đế quốc Nga năm 1810 và Liên Xô năm 1920, và giành được độc lập cùng với sự giải thể của Liên Xô vào năm 1991.

## Hình ảnh

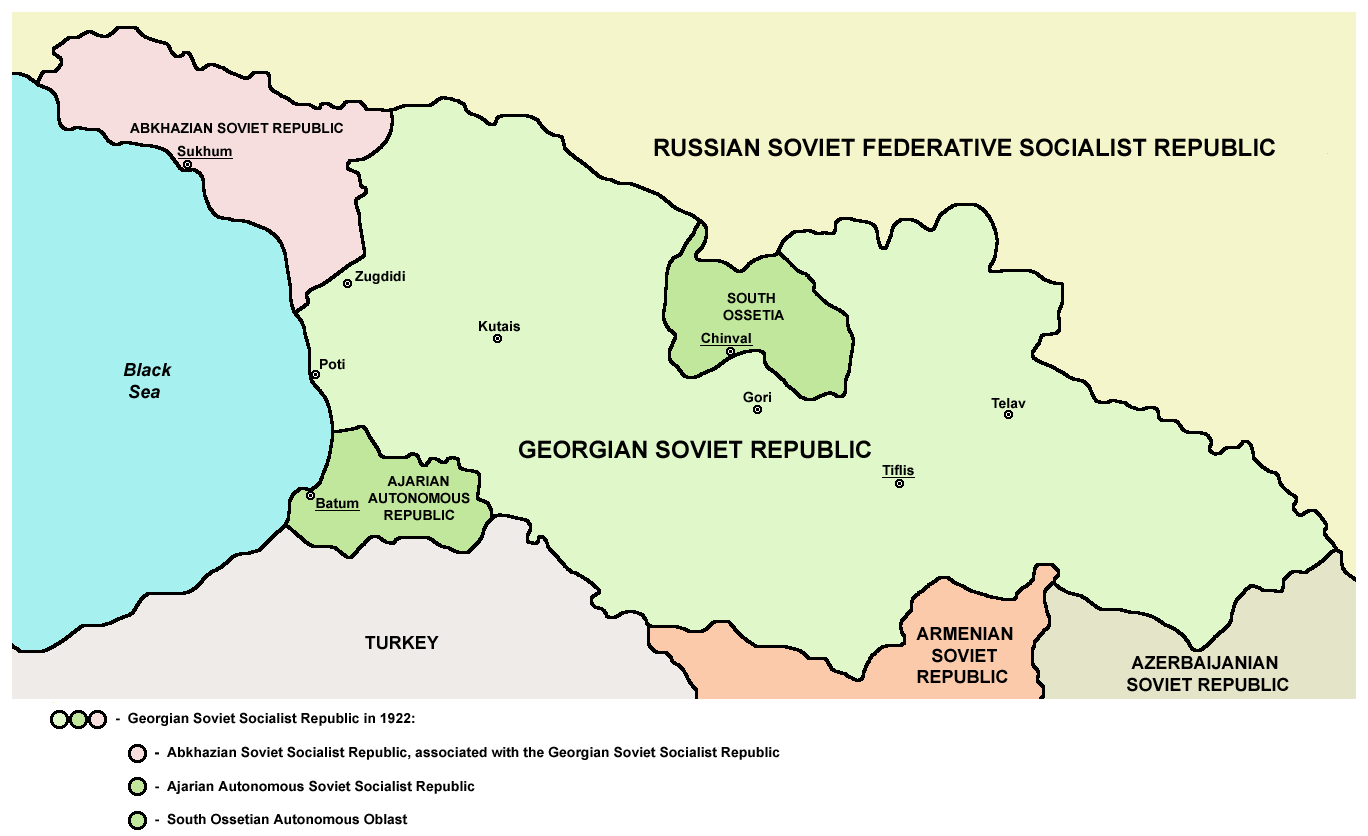
Bản đồ CHXHCNXV Gruzia năm 1922-1931
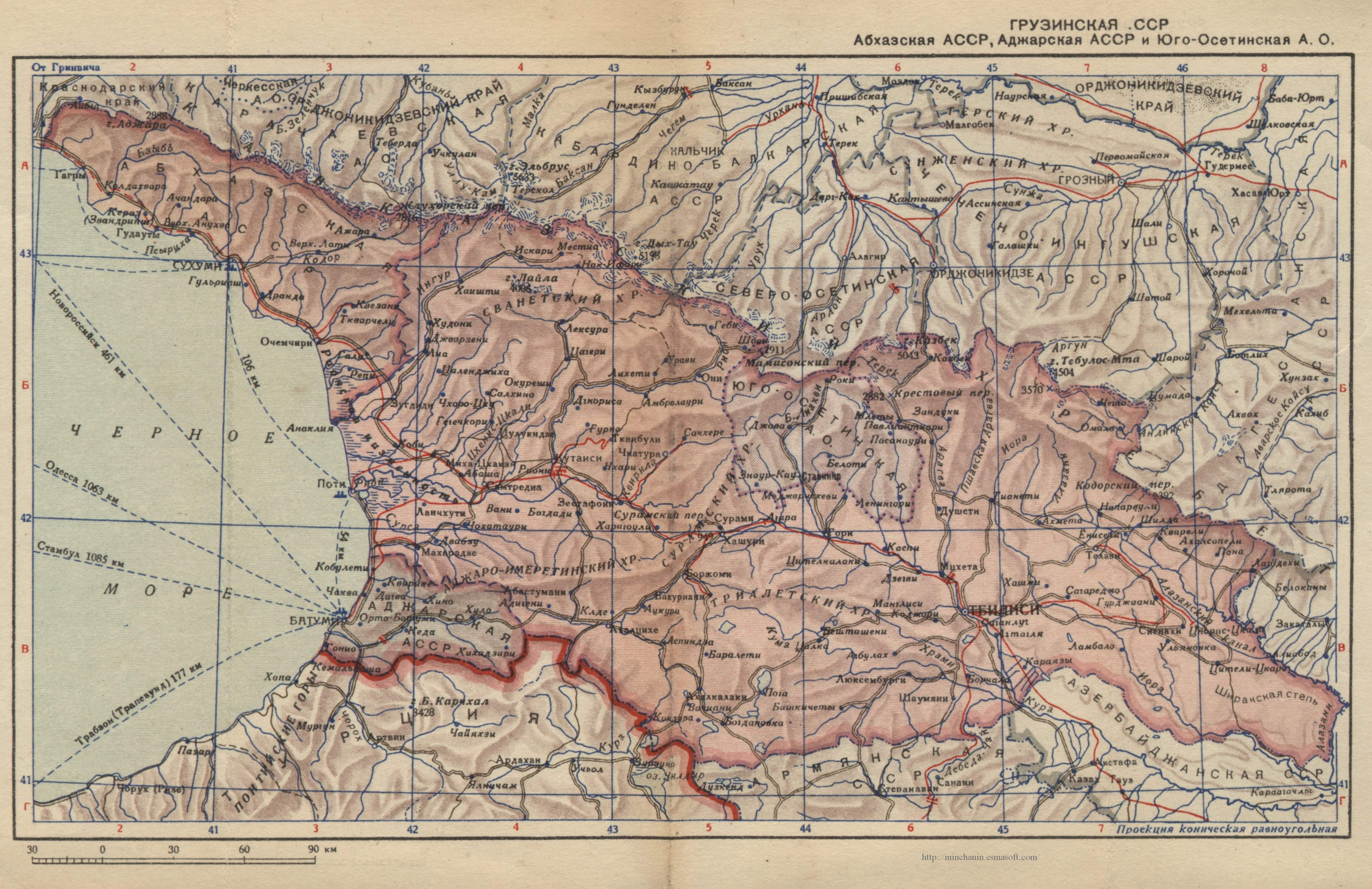
Bản đồ CHXHCNXV Gruzia năm 1931-1944
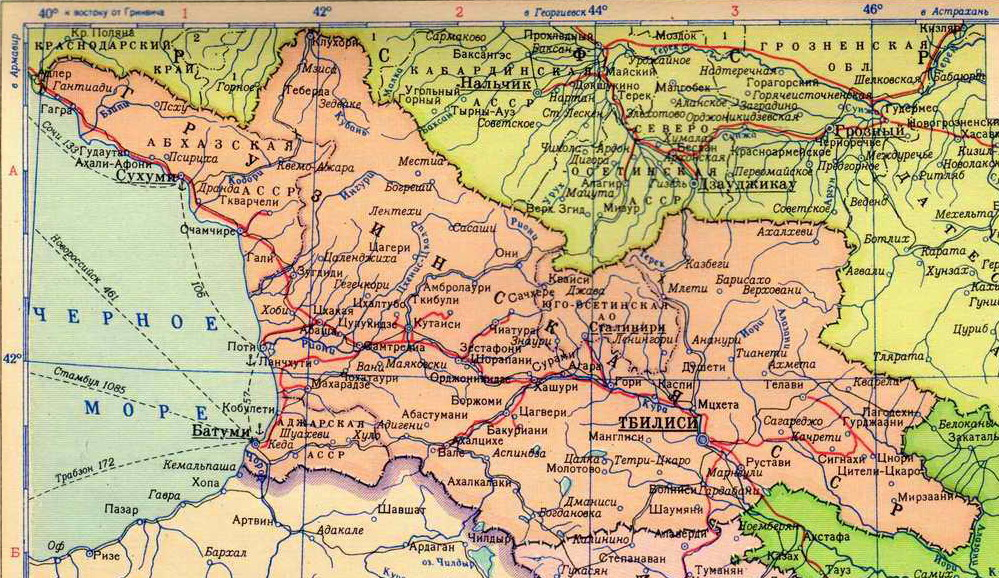
Bản đồ CHXHCNXV Gruzia năm 1944-1955
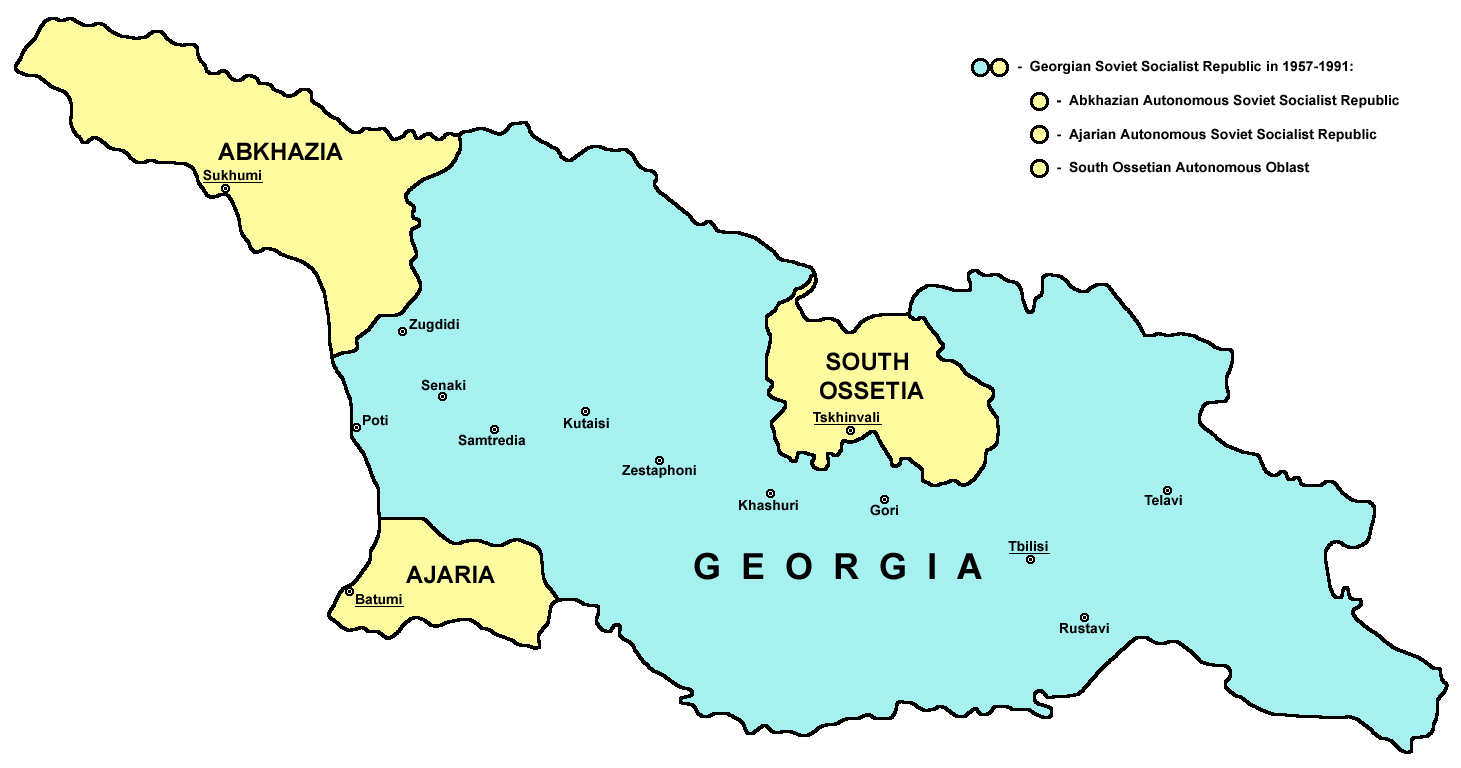
Bản đồ CHXHCNXV Gruzia năm 1957-1991